# Novi Bolman
Novi Bolman (serbiska: Нови Болман) är en ort i Kroatien.   Den ligger i länet Baranja, i den östra delen av landet, 200 km öster om huvudstaden Zagreb. Novi Bolman ligger 88 meter över havet och antalet invånare är 129.
Terrängen runt Novi Bolman är mycket platt. Runt Novi Bolman är det ganska glesbefolkat, med 29 invånare per kvadratkilometer. Närmaste större samhälle är Beli Manastir, 7,1 km nordost om Novi Bolman. I omgivningarna runt Novi Bolman växer i huvudsak blandskog.